# 7.ª División (Australia)
La 7.ª División fue una división de infantería del Ejército Australiano. Se formó en febrero de 1940 para servir en la Segunda Guerra Mundial, como parte de la Segunda Fuerza Imperial Australiana (2nd AIF). La división se levantó según la costumbre británica de nueve batallones de infantería por división y consistía en dos nuevas brigadas y tres de los 12 batallones originales de la 6.ª División que formaba la tercera brigada. La división era conocida con el apodo de "The Silent Seventh" ("La Silenciosa Séptima"), debido a un rumor que sus logros nunca eran reconocidos, en comparación con otras divisiones australianas. El origen de esta creencia parece ser la censura del episodio llevado a cabo por la 7.ª División en la feroz lucha en la Campaña de Siria y Líbano de 1941. La 7.ª División, junto con las 6.ª y 9.ª divisiones australianas fueron las únicas divisiones enservir tanto en el Oriente Medio y el Suroeste del Pacífico. Fue disuelta en 1946, después del final de la guerra.